# Mór Adler
Mór Adler (ur. 1826, zm. 1902) – węgierski malarz.
Adler urodził się w 1826 roku w Obudzie w rodzinie pochodzenia żydowskiego. W wieku 18 lat wyjechał do Wiednia, gdzie rozpoczął studia na Akademii Sztuk Pięknych. Po zakończeniu studiów wrócił na Węgry stając się jednym z pionierów węgierskiego malarstwa.
Pomiędzy 1842 a 1845 rokiem malował głównie dzieła historyczne oraz religijne. Dzięki swoim pracom, Adler uzyskał markę i popularność w kręgu węgierskich malarzy. W ciągu następnych lat wykonywał także liczne szkice medyczne mające pomóc w pracach w szpitalach oraz w Akademii Medycznej. W 1846 wyjechał do Monachium, a następnie odbył podróż do Paryża. W ciągu swoich podróży studiował malarstwo niemieckie oraz francuskie, które pomogły mu w późniejszych pracach.
W 1848 roku osiedlił się Peszcie. W ciągu kolejnych lat stał się sławną postacią w kręgu węgierskiej bohemy artystycznej. Był członkiem pesztańskiego stowarzyszenia artystów, a jego prace były wystawiane w licznych muzeach na Węgrzech. W 1872 roku doczekał się wystawy w węgierskim muzeum narodowym.
W ostatnich latach swojego życia Adler odbył podróże do Niemiec, Francji oraz Włoch. Był uczestnikiem wystawy zimowej, która odbyła na przełomie roku 1901–1902.
Mór Adler zmarł w 1902 roku w Budapeszcie w wieku 76 lat.